# (22369) Klinger
(22369) Klinger est un astéroïde de la ceinture principale.

## Description
(22369) Klinger est un astéroïde de la ceinture principale. Il fut officiellement découvert le 18 septembre 1993 à Tautenburg par Freimut Börngen et Lutz Dieter Schmadel mais repéré dès 1990. Il présente une orbite caractérisée par un demi-grand axe de 2,14 UA, une excentricité de 0,15 et une inclinaison de 2,6° par rapport à l'écliptique.

## Compléments